# Saagberg
Der Saagberg (englisch Saag Mountain) ist ein 1380 m hoher Berg in der Namib in Namibia. Er liegt an der Grenze der Regionen Erongo und Khomas. Östlich an den Berg angrenzend verläuft die Hauptstraße C14 von Solitaire nach Walvis Bay. 